# Безнадёга (роман)
«Безнадёга» (англ. Desperation, 1996) — роман американского писателя Стивена Кинга. Вошёл в список бестселлеров по версии Publishers Weekly за 1996 год.
В романе затрагивается одна из знаковых для Кинга проблем: «Если есть Бог, то почему происходят такие страшные вещи?»
Роман является параллельным другому роману Кинга, «Регуляторы», написанному в том же году под псевдонимом Ричард Бахман. В обоих романах герои имеют одинаковые имена, действия их происходят, скорее всего, в параллельных вселенных, так как сюжеты обоих романов взаимоисключающие.
По роману в 2006 году был снят фильм «Обречённость».

## Сюжет
История происходит в США, в 90-е годы. Преподаватель Питер Джексон со своей женой Мэри, возвращаясь домой в Нью-Йорк на автомобиле, проезжают через штат Невада, где на пустынном шоссе их останавливает местный полицейский огромных размеров. Полицейский находит у супругов в машине пакет с марихуаной и забирает их в полицейский участок безлюдного городка Безнадёга, находящегося поблизости. В участке коп-здоровяк вдруг убивает Питера, а Мэри сажает в камеру, в которой уже сидят местный ветеринар Том Биллингсли и Ральф Карвер со своей женой Эллен и одиннадцатилетним набожным сыном Дэвидом, способным общаться с Богом. С Дэвидом это случилось после того, как в своём родном городе он начал однажды молиться за своего друга, лежащего при смерти и тот вылечился. Семейство Карверов, возвращавшихся с отдыха домой в Огайо, ранее так же остановил тот же самый полицейский и обманом увёз их в участок, где убил семилетнюю дочь Ральфа и Эллен — Кирстен, столкнув её с лестницы.
Вернувшись на шоссе за новым уловом, полицейский-гигант вскоре замечает известного писателя Джонни Маринвилла, который путешествует по стране на мотоцикле «харлей-дэвидсон-софтейл», справляющего малую нужду у дороги. Коп подбрасывает писателю марихуану, отобранную им у Джексонов и избивает его, затем сажает в свою машину и прячет мотоцикл, недалеко от шоссе, засыпав песком. Тем временем Джонни удаётся по мобильному телефону связаться со своим сопровождающим Стивом Эмесом, который в это время едет по тому же самому шоссе на несколько миль позади писателя, с попутчицей — девушкой-хиппи, по имени Синтия Смит. Эмес из-за плохой связи смог лишь понять, что Маринвилл попал в беду, затем связь вообще пропала. Полицейский увозит Джонни, который замечает, что у того постепенно начинает сочиться кровь из всех пор и выглядит он всё хуже и хуже. Вдобавок писатель обнаруживает, что дикие койоты и стервятники почему-то подчиняются полицейскому. Позднее коп-маньяк, тело которого всё сильнее приходит в негодность, забирает куда-то Эллен и уезжает, оставив койота сторожить остальных. Биллингсли рассказывает пленникам, что к полицейского зовут Колли Энтрегьян, он служил в Безнадёге и недавно вдруг сошёл с ума, перестреляв почти всё немногочисленное население городка, вдобавок он вдруг стал выше ростом и тяжелее.
Стив и Синтия обследуют брошенный фургон Карверов и находят полузасыпанный мотоцикл Джонни. После этого они едут в Безнадёгу и у въезда в город заходят в ангар местной горнорудной компании, найдя там несколько трупов. Кроме того, они натыкаются на какую-то каменную полуразбитую скульптурку волка, от прикосновения к которой у них возникают дикие желания, связанные с насилием и сексом, мерцают лампы и лопается аквариум. Тем временем Дэвиду Карверу во время молитвы некий голос в голове сообщает, как сбежать. Мальчик раздевается догола, намыливается мылом и протискивается сквозь прутья решётки, пока Джонни отвлекает койота своей курткой. Убежав, Дэвид находит в участке револьвер и ключи от камер и убивает койота, освободив остальных пленников. Компания находит оружие и прячется в заброшенном кинотеатре.
Начинается песчаная буря. Стив и Синтия осматривают пару безнадёгских домов: их жители оказываются убитыми ядовитыми змеями и пауками. Выезд же из города оказывается заблокирован трейлерами и полчищами пауков-отшельников и скорпионов. Появляется волк со знакомой скульптуркой в зубах, после чего Стив с девушкой чуть не сходят с ума, но в это время до них дозванивается Дэвид по телефону Маринвилла (телефон ловит сигнал почему-то только в руках у мальчика, и парочка приходит в себя. После этого Синтия и Стив соединяются с беглецами, подобрав по пути выжившую горожанку — геолога-консультанта Одри Уайлер. Одри рассказывает, что всё время пряталась в прачечной и видела, как Энтрегьян расстреливал людей на улице. Биллингсли же рассказывает местную легенду о Китайской шахте, где в 1859 году работающих там китайцев завалило, а компания не стала их спасать, взорвав штольню. Тем временем, некий бестелый демон, что поселился в Энтрегьяне, переселился в Эллен Карвер, так как ни одно тело не могло долго его выдержать и начинало разрушаться. Существо-демон выяснило, где скрываются беглецы и подослало в кинотеатр пуму. Зверь, подкараулив у окна туалета Биллингсли, нападает на него. Джонни пристреливает пуму, но Том умирает от ран, сообщив остальным о том, что вспомнил, что Одри была раньше ниже ростом, как и Энтрегьян.
В это время Одри пытается задушить впавшего в транс Дэвида в будке киномеханика. Подоспевшие мужчины отбирают у неё мальчика, и тогда женщина-геолог достаёт из кармана каменные фигурки животных, вроде той, что видели ранее Стив и Синтия, и пытается воздействовать ими на разум Джонни и Стива. Но Синтия выбивает фигурки из рук Одри, и та приходит в себя, предупредив остальных, чтобы они не прикасались к ним, затем быстро разлагается и умирает. Тем временем лже-Эллен приманивает оставшуюся одну Мэри и похищает её.
Дэвид в трансе попадает в страну мёртвых, где встречается с Богом или его посланцем, в облике молодого Маринвилла, который сообщает мальчику о происходящем в Безнадёге и что ему надо делать. Очнувшись, Дэвид рассказывает, что в городе орудует демон Тэк. В сентябре 1859-го китайские шахтёры дорылись до пещеры, где находится ини — портал в другое измерение, где живёт Тэк. В пещере был так же некий алтарь и множество кан тахов — каменных фигурок, пропитанных негативной энергией. Шахтёры похватали кан тахи и сошли с ума, начав убивать друг друга. Но два китайца, сообразив в чём дело, обвалили вход в шахту, замуровав их. Позднее, выбравшись наружу, они тоже свихнулись, и горожане их убили, других же шахтёров так никто откапывать и не стал. А недавно рабочие взрывом вскрыли вход в шахту, и шахтёр Кэри Риптон, руководивший работами, зашёл в ту пещеру, где Тэк в него вселился. У Тэка есть материальное тело, но оно не может проникнуть через узкую скважину ини, он может только частично проникать в наш мир, захватывая тела людей и животных, кроме того он может подчинять любых животных. Лже-Риптон вскоре разнёс кан тахи по всему городу и начал истреблять людей, потом его тело износилось, и Тэк его сменил на секретаря Брэда Джозефсона, а потом завладел телом полицейского Колли Энтрегьяна. За несколько дней демон расправился с жителями города.
Дэвид также говорит, что Бог хочет, чтобы они уничтожили Тэка, для этого он их всех здесь и собрал. Маринвилл не желает рисковать собой и уходит, после чего на него нападает волк, но Джонни чудом убивает его. Дэвид, найдя писателя, рассказывает ему о случившемся с Джонни давным-давно во Вьетнаме. Маринвилл осознаёт, что должен был умереть тогда, но Бог спас его, и обретает веру. Мэри удаётся сбежать от Тэка из ангара, находящегося рядом с Китайской шахтой. Демон преследует её, но тело Эллен окончательно приходит в негодность, и Мэри добирается до своих.
На Маринвилла нисходит божественное озарение, он понимает, что должен сделать, и соглашается с этим. С друзьями он едет к Китайской шахте, запасшись найденной взрывчаткой. В шахте на них нападает Тэк, вселившийся в орла и убивает Ральфа, но остальные побеждают его. У входа в пещеру Тэка Джонни сообщает всем, что Бог хочет, чтобы он пожертвовал собой и взорвал портал и демона. Дэвид, думающий что это должен сделать он, в шоке, но остальные силой уводят его. В пещере Тэк в виде струй коричнево-чёрного дыма, вышедших из портала, хочется вселиться в писателя через рот, но тот заранее надел мотоциклетный шлем. В итоге Джонни падает прямо в скважину, где находится портал, размером с монету, и подрывает её вместе с собой. Дэвид, Мэри, Стив и Синтия уезжают из города, договорившись молчать о сверхъестественной стороне произошедшего с ними.

## Герои
- Колли Энтрегьян — полицейский из городка Безнадёга. Очень высокий мужчина со скандинавскими корнями. Тело для Тэка.
- Тэк — демон, способный вселяться в людей. Явно отличается от людей психологически, по человеческим меркам ужасающе жесток, но тем не менее имеет нечто вроде чувства юмора, умен, и даже способен глубоко оценивать литературное творчество и значимость человека: «Тебе не удалось написать роман, возвышающий душу», говорит он Джонни; «Человек — не собака», — говорит он, объясняя, почему не хочет оставлять труп человека, убитого им же, на съедение стервятникам. Для того, чтобы выйти из Ини, Тэку необходимо живое (лучше всего, человеческое) тело. Но пребывание Тэка в этом теле приводит его в негодность (обостряются и ускоряются любые болезни данного тела), и Тэку часто приходится менять тела. Одно из этих тел Тэк «позаимствовал» у Колли Энтрегьяна.
- Джонни Маринвилл — писатель, мужчина средних лет, в молодости злоупотреблявший наркотиками, алкоголем, курением, сексуальными (в том числе гомосексуальными) связями. Был дважды женат, сейчас в разводе. Несколько остепенившись, решает написать книгу очерков «Путешествие с „харлеем“» (аллюзия на роман Джона Стейнбека «Путешествие с Чарли в поисках Америки»), ради чего отправляется в круиз по стране на мотоцикле «Харлей-Дэвидсон». Джонни носит длинные волосы, хотя они уже седые, одевается в дорогую кожу. Вообще человек достаточно тщеславный и эгоистичный, хотя в уме, характере и смелости ему не откажешь. Уничтожил Тэка, взорвав его и себя.
- Стив Эмес — сопровождающий Джонни, техасец, высокий худой мужчина.
- Синтия Смит — случайная попутчица Стива, молодая девушка-раста. Миниатюрная, очень худая, носит эксцентричную прическу — половина волос зеленые, половина — оранжевые.
- Ральф Карвер — отец семейства Карверов.
- Элен Карвер — жена Ральфа, мать Дэвида и Кирстен, новое тело для Тэка.
- Дэвид Карвер — сын Ральфа и Элен, мальчик, после чудесного выздоровления друга истово поверивший в Бога. Вполне можно назвать его пророком, Дэвид говорит с Богом и тот отвечает ему.
- Кирстен Карвер (Пирожок) — маленькая дочь Карверов, погибшая от рук Колли.
- Мэри Джексон — благополучная дама из Нью-Йорка.
- Питер Джексон — муж Мэри, погибший от рук Колли.
- Том Биллингсли — ветеринар из Безнадёги, старый человек, злоупотребляющий алкоголем. Убит пумой.
- Одри Уайлер — эксперт по геологии, приехавшая в Безнадёгу исследовать влияние шахт на окружающую среду. Жертва кан тахов.

## Язык Бестелых
В романе Кинг использует слова вымышленного языка, который он назвал «языком бестелых». Некоторые слова из этого языка:
- Тэк — имя демона из Ини (см. ниже). Употребляется также во фразе «Тэк ах лах, тэк ах ван» с неясным значением, возможно «Тэк Всемогущий (Бог), Тэк Господин»
- Де лаш — бестелые, боги и демоны, возможно, также мёртвые люди.
- Ми хим — «сторожевой круг», кольцо из подчинённых Тэку существ. Употребляется также во фразе «Ми хим ен тоу кан де лаш» («мы говорим здесь на языке бестелых»), где используется явно в другом значении. Также переведено в тексте как «иди ко мне».
- Кан де лаш — «сердце бестелого». Человек, которым управляет Тэк, частично или полностью.
- Кан так — «большой бог».
- Кан тах — «маленький бог», фигурка животного, обладающая сверхъестественной силой, опасна для людей.
- Кан тои — животное.
- Со ках сет - фраза с неясным значением. Тэк в обличии Элен Карвер произносит её по прибытии в участок, когда берёт в руки убитого Дэвидом койота.
- Ен тоу -Тэк произносит эту фразу в нескольких случаях: когда натравливает стервятника на Джонни; когда обращается к паукам-отшельникам.
- Рас - Тэк изрекает это слово паукам, когда хочет узнать, где беглецы (из своих тел пауки изображали слово «кинотеатр» по буквам)
- Тен ах? - скорее всего, означает «сколько их?», так как после того, как Тэк произносит эту фразу, пауки из своих тел изображали восьмёрку (количество выживших).
- Оз дам — ругательство, возможный перевод: «мерзавец».
- Оз па — ругательство, возможный перевод: «сука».
- Кан фин - скорее всего, тоже ругательство.
- Сан ах ван ми ах тен - эту фразу Тэк адресует пуме, чтобы та была готова наброситься на Биллингсли.
- Дэм — «отец».
- Дэмен — «сын».
- Ини — «источник миров», портал в другой мир или измерение. Употребляется также во фразе: «Ми хим сан ини» («дыра в глазу»).
- Ан так — подземный зал на дне Китайской шахты, с находящимся в нём ини. Наравне с ним может подпитывать Тэка силой.
- Пирин мох — своеобразный алтарь в ан таке, украшенный каменными изваяниями животных.
- Ун! — восклицание с неясным значением.
- Ак — скорее всего, «замолчи».
- Кай де ман — «открой рот»

Сюжет книги Кингу подсказало его путешествие через страну в 1991 году, во время которого он посетил небольшую коммуну около города Рут (штат Невада) недалеко от шоссе № 50. Первое впечатление писателя было, что все её обитатели мертвы, и он немедленно придумал, что это местный шериф убил всех. В 1994 году Кинг опять проезжал мимо этого городка и услышал историю о рабочих-китайцах, которых завалило в шахте, расположенной у Рут — это также натолкнуло писателя на кое-какие мысли относительно сюжета назревающей повести. Прототипом Маринвилла можно считать самого Кинга, бывшая жена Маринвилла, Терри, также, скорее всего, списана с жены самого Кинга, Табби (Табита Кинг).
Важное место в романе занимает триада понятий пневма, сома и сарк — «дух», «тело» и «плоть тела» соответственно (греческие слова).

## Пересечения с другими произведениями Кинга
- Многие герои «Безнадёги» — несколько измененные герои «Регуляторов». Например, и там и там присутствует семья Карверов, только в «Регуляторах» отцом и матерью являются, наоборот, Дэвид и Кирстен (которая и здесь носит прозвище «Пирожок»), а детьми — Элен и Ральф. Колли Энтрегьян, в «Безнадёге» — антигерой, в «Регуляторах» — хороший порядочный человек (внешность и профессия совпадают). То же с Одри Уайлер. Маринвилл в Регуляторах — тоже писатель, но детский и более благополучный. В обеих книгах первой жертвой Тэка является Кэри Риптон. Возможно, ключевое отличие параллельных вселенных — отсутствие в мире «Безнадёги» персонажа Сета Гейрина, мальчика аутиста с экстрасенсорными способностями, в теле которого Тэк мог находиться без вреда для себя и носителя.
- Персонаж Синтия Смит впервые появляется в романе «Роза Марена».
- Слова языка бестелых кан тои и кан так употребляются в «Тёмной Башне».
- В истории о проклятье в пещере упоминаются Томминокеры, которые есть в романе «Томминокеры».

## Комментарии
1. ↑  Здесь и далее все имена и названия приводятся по переводу В. Вебера.